# Tour de Flandes 1954
El Tour de Flandes 1954, la 38.ª edición de esta clásica ciclista belga. Se disputó el 4 de abril de 1954.
El ganador fue el belga Raymond Impanis, que se impuso en solitario en la llegada a Wetteren. El francés François Mahé y el belga Alfons van den Brande fueron segundo y tercero respectivamente. 

## Clasificación General
| Posición | Ciclista              | Equipo              | Tiempo     |
| -------- | --------------------- | ------------------- | ---------- |
| 1        | Raymond Impanis       | Mercier-Hutchinson  | 7h 33' 00" |
| 2        | François Mahé         | Bertin-d'Alessandro | + 33"      |
| 3        | Alfons van den Brande | Libertas            | + 33"      |
| 4        | Marcel Rijckaert      | Mercier-Hutchinson  | + 33"      |
| 5        | Marcel De Mulder      | Terrot-Hutchinson   | + 33"      |
| 6        | Marcel Hendrickx      | Arbos-Bubba         | + 45"      |
| 7        | André Rosseel         | Terrot-Hutchinson   | + 45"      |
| 8        | Valère Ollivier       | Bertin-d'Alessandro | + 45"      |
| 9        | Roger Decock          | Bertin-d'Alessandro | + 45"      |
| 10       | Alfredo Martini       | Atala               | + 45"      |